# سایات‌نووا
هاروتیون سایاتیان (به ارمنی: Հարություն Սայադյան) با نام ادبی سایات نُوا یا سایات‌نووا (تلفظ ارمنی نام شکل اصلی لقب او یعنی صیاد نوا) (به ارمنی: Սայաթ-Նովա) زاده ۱۴ ژوئن ۱۷۱۲ یا ۱۷۲۲ میلادی در تفلیس - درگذشته ۱۷۹۵ میلادی هاقپات)، یا «شاه نغمه‌ها» لقب هاروتیون سایاتیان، بزرگ‌ترین موسیقیدان ارمنی‌تبار سده هجدهم میلادی است. فیلمی از وی به نام "رنگ انار" نیز ساخته شده

## زندگی

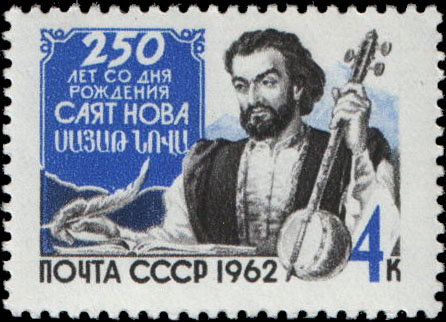
تمبر یادبود در روسیه

پدر سایات نُوا، ماهدِسی کاراپت، در شهر آدانا، ارمنستان غربی متولد شد؛ اما بعدها خانواده اش به شهر حلب در سوریه کوچ کرده بودند. ماهدِسی کاراپت در جوانی به تفلیس رفت و با «سارا»، دختری از اهالی محلهٔ «هاولابار» تفلیس، ازدواج کرد. هنگامی که سایات نُوا دوازده سال بیشتر نداشت پدر و مادرش او را به فراگیری صنعت بافندگی گماردند. سایات نُواخواندن و نوشتن را در مکتب‌های آن دوره آموخته بود و حداقل به چهار زبان ارمنی، گرجی، ترکی و فارسی تسلط کامل و با الفبای عربی آشنایی داشت.
بنا بر شواهدی که در منابع مختلف آمده در لشکرکشی‌های نادر شاه افشار به هندوستان طی سال‌های ۱۷۳۸–۱۷۳۹ میلادی سایات نُوا در سمت نوازنده حضور داشته‌است.
اولین شعر سایات نُوا به زبان ترکی بوده که در دیباچهٔ اشعارش نیز در ۱۷۴۲ میلادی به ثبت رسیده‌است. او از سن بیست سالگی رسماً به هنر عاشیق (آشوقی) روی آورد و برای اینکه به منزلهٔ یک آشوق یا گوسان کار خود را آغاز کند به رسم تمامی گوسان‌ها یا موسیقی دانان کهن ارمنی به زیارت کلیسای کاراپت مقدس در استان موش ارمنستان غربی رفت و در همین هنگام نیز نام «سایات نُوا» را به منزلهٔ لقب هنری خود برگزید. او تا سی سالگی تمامی فنون هنر گوسانی را فراگرفت و در این سال‌ها هم‌زمان به نوشتن اشعاری به زبان ارمنی پرداخت.
سایات نُوا در دربار هراکل دوم به سبب موقعیت خاص خود در مقام سفیر و نوازندهٔ مخصوص پادشاه، حسادت بسیاری از درباریان را برانگیخت. او با شعرهای زیرکانهٔ خود درباریان را مورد حمله و اعمال آنان را مورد تردید قرار می‌داد. این موضوع سبب شد تا دشمنانش با دستاویز قرار دادن عشق سایات نُوا به خواهر پادشاه وی را در دیدهٔ هراکل خوار سازند. بدین ترتیب، او در ۱۷۵۲ میلادی از دربار رانده شد. اخراج وی از دربار دو سال به طول انجامید. در این زمان سایات نُوا با نوشتن شعری خطاب به هراکل از بارگاه وی درخواست عفو و از او خواهش کرد تا مجدداً وی را در دربار خود بپذیرد تا بیگناهی اش را اثبات کند. او در ۱۷۵۴ میلادی بار دیگر به دربار بازمی‌گردد. او که نمی‌توانست ظلم و ستمی را که درباریان بر مردم روا می‌داشتند نادیده انگارد به سرودن شعرهایی در انتقاد از اعمال درباریان و در برخی مواقع حتی خود پادشاه کرد. برای آنکه بیشتر او را از معشوق (خواهر پادشاه) و از درباریان دور سازند، وی را مجبور کردند تا به کسوت روحانیان درآید. سایات نُوا در ۱۷۵۹ میلادی بر اثر فشارهای هراکل رسماً به لباس روحانیان درآمده و نام کشیش «استپانوس» را برای خود برگزید. وی، که در این زمان ۳۷ سال سن داشت، مجبور شد بقیهٔ عمر خود را در لباس روحانیان سپری کند.
در پی این وقایع، سایات نُوا را به ازدواج زنی از اهالی تفلیس به نام «مارمار» درآوردند. حاصل این ازدواج چهار فرزند به نام‌های (ملیک سِت، اوهان، ماریام و سارا) بودند. در ۱۷۶۱ میلادی به بندر انزلی تبعید شد. او در کلیسای محل خدمت خود شروع به خطاطی و کتاب‌های بسیاری را رونویسی کرد که از آن جمله است «کتاب نارک» گریگور نارکاتسی. این دست نوشته در حال حاضر در موزهٔ کتاب‌های خطی در ماتناداران ایروان نگهداری می‌شود و در معرض نمایش عمومی گذاشته شده‌است. در ۱۷۹۵ میلادی آقامحمدخان قاجار با لشکری بزرگ به منطقهٔ قفقاز لشکر کشید. سایات نُوا فرزندانش را به موزدوک فرستاد اما خودش برای دفاع از صومعه هاقپات باقی ماند. در دوازدهم سپتامبر همان سال لشکر آقامحمدخان به تفلیس حمله کرد. در این حملات و طی یک هفته نبرد سخت سایات نُوا، که اکنون روحانی ای کهن‌سال بود، جان خود را از دست داد؛ جسد او را در همان مکان، در حیاط کلیسای گئورگ مقدس، به خاک سپردند.

## سبک شعر سایات نُوا
او در شعرهای خود از ادبیات مردمی ارمنی و دیگر ملت‌های قفقاز و فرهنگ شرقی الهام گرفته و بهرهٔ بسیاری از آن‌ها برده‌است. از سایات نُوا قریب به ۱۲۰ شعر ترکی، سی شعر گرجی و هفتاد شعر به زبان ارمنی بر جای مانده‌است. شهرت او بیشتر در زمینهٔ شعرها و تصنیف‌های عاشقانه است. از آنجایی که سایات نُوا از طبقهٔ مظلوم جامعه برخاسته بود به خوبی با وضعیت آن‌ها آشنایی داشت. او سرایندهٔ نیکی و زیبایی، محکوم‌کنندهٔ فاصله‌های طبقاتی و دوستدار آزادی بود و همواره در شعرهای خود در مورد بی عدالتی‌ها سخن سر می‌داد، ظالمان زمانه را محکوم می‌کرد و آنان را مورد انتقاد قرار می‌داد. او در مقام شاعری متعهد شعرهایی بی‌شمار در مورد عدالت و واقعیت‌های زندگی سروده که در آن‌ها همواره خود را نوکر خلق نامیده.

## شعری از سایات نُوا

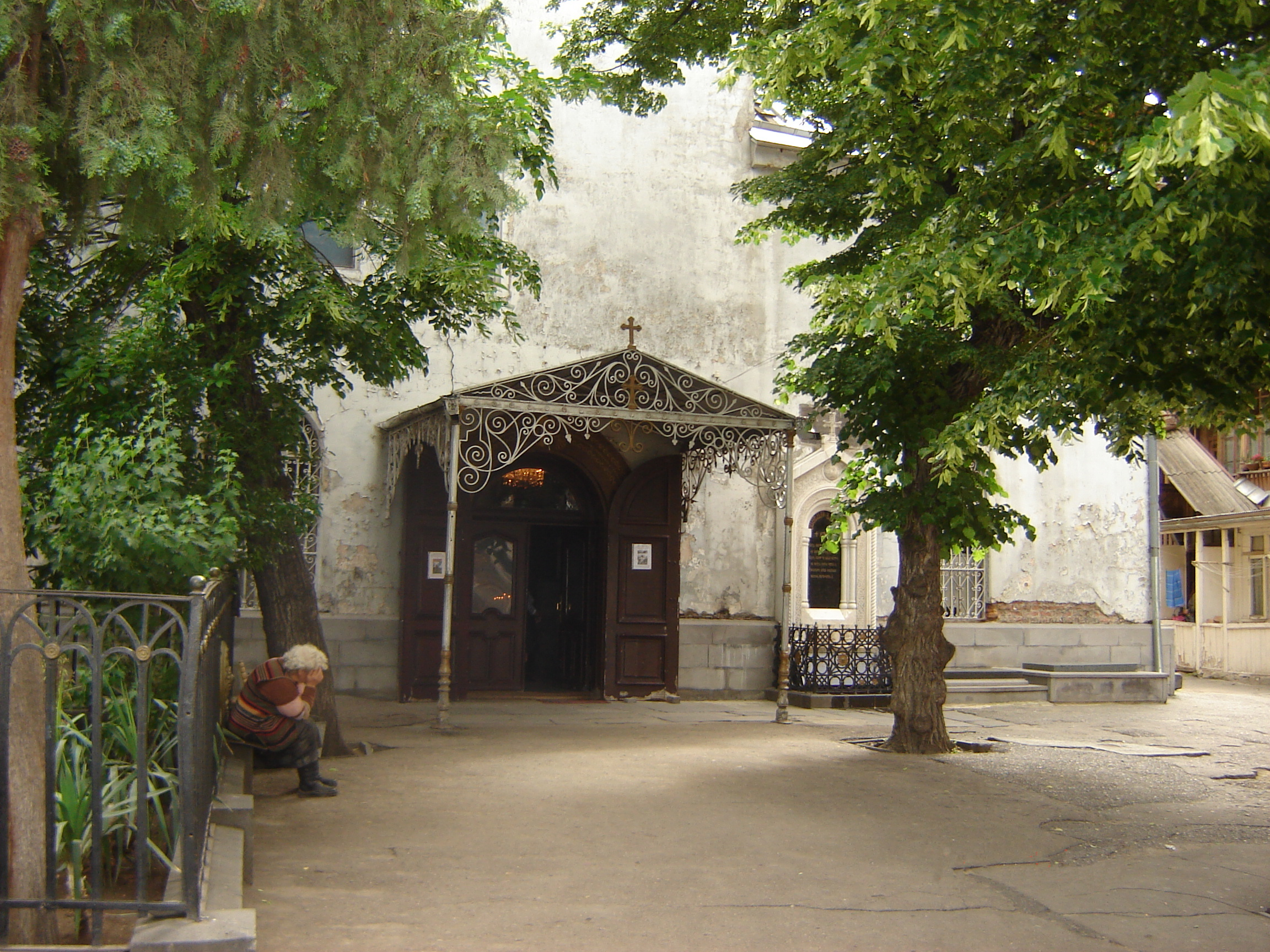
مقبرهٔ سایات نوا

سایات نُوا در سال‌های آخر حضور خود در دربار گرجستان مورد بی‌مهری پادشاه قرار گرفت و نهایتاً از دربار اخراج شد. او در اشعارش دربارهٔ شاه و درباریان کم مایه سخن گفته و به مقایسهٔ آن‌ها با خود و هنرش پرداخته:
گر کنی سر از تن جدا دم بر نیارد ماهی
حنا چه کار آید چهارپایان را
شن‌های سخت بیابان کی شود نرم چون پنبه
گرچه آن را چون پنبه داخل لحاف جای دهی
جام مس را هرچقدر براق کنی
بیست تای آن هم به یک نقره خریدار نیست
شیشهٔ ناب را قیمت الماس ندهند
گرش نگین انگشتر کنی
هستند کسانی که یار شیطانند
کاش دیوانه شود منزلگاه شیطان
کوزهٔ سفالین نشود تنگ بلور شیراز
گر نهی آن را در طاقچهٔ بالا

## مطالعه بیشتر
- Սայաթ Նովա / Ջ Կուլիևի խմբագրությամբ. — Ադրբեջանական սովետական հանրագիտարան: Ադրբեջանական սովետական հանրագիտարանի գլխավոր խմբագրություն, 1984. — Т. VIII. — С. 259.
- https://imslp.org/wiki/Category:Sayat-Nova